# Lacus Ligustinus

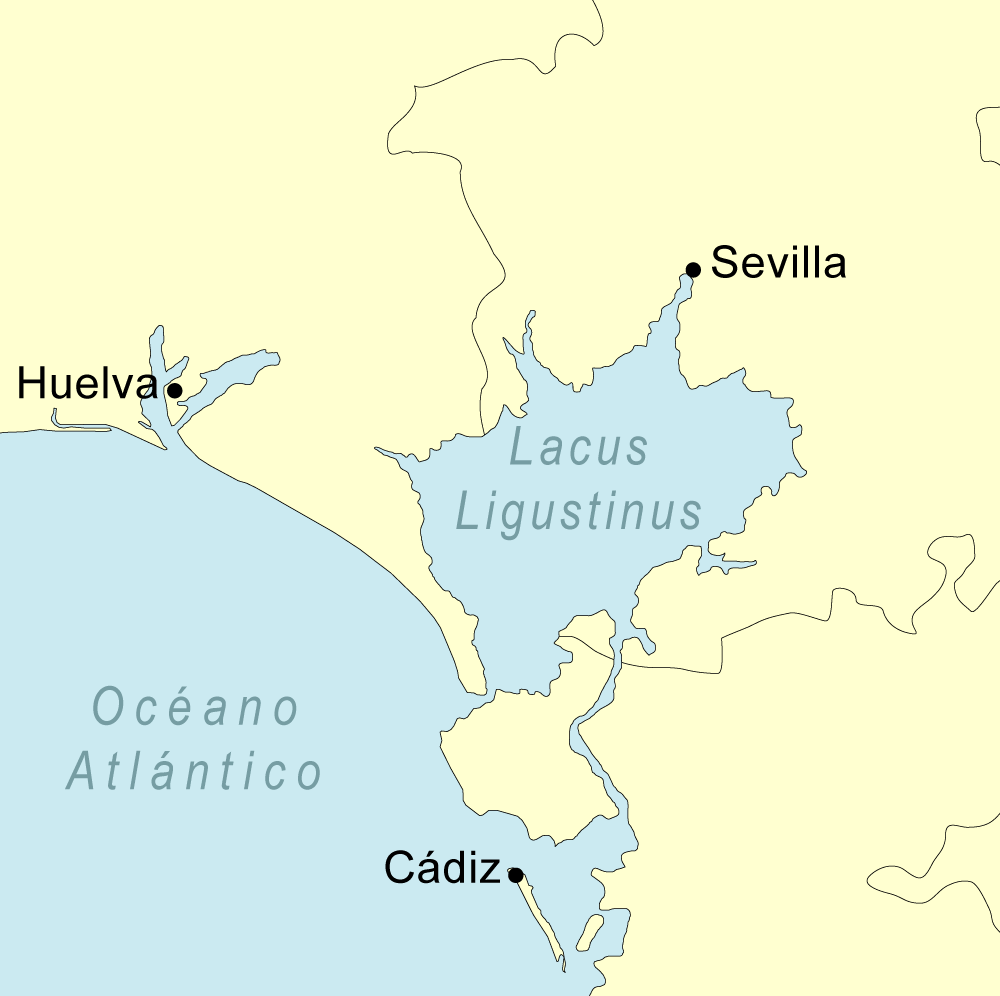
Extensión del Lacus Ligustinus en torno al

El Lacus Ligustinus es la denominación de una antigua ensenada marítima, formada por las aguas del Guadalquivir en el último tramo de su recorrido al desembocar en el océano Atlántico, que se habría colmatado dando lugar a las actuales marismas del Guadalquivir. Los investigadores modernamente a ese espacio prefieren llamarle Golfo Tartéssico nombre más en consonancia con la realidad geográfica que describe la Ora Marítima reservando el de Lacus Licustinus para la plana o vega que rodea a la ciudad de Sevilla.  

## Definición
El término aparece por primera vez en la obra de Rufo Festo Avieno, Ora maritima, escrita en el siglo IV d. C. Se concibe tradicionalmente con la misma realidad geográfica que el sinus tartesii, un golfo en proceso de reducción con esteros laterales navegables dependiendo de las mareas. Hay autores, como Gavala y Pemán, que lo identifican con la bahía formada por el estuario del Guadalete. El profesor Oswaldo Arteaga entendíó sin mucho fundamento el topónimo del lacus ligustinus como una traslación de Avieno de otra latitud, probablemente del sinus Leonis o sinus Gallicus lo que actualmente se denomina golfo de León, debido a que la región que habitaban los ligustinos o ligures era en aquel momento  la que rodea a al Golfo de León y en la Liguria del norte de Italia.

## Características
La existencia de este sinus tartesii genera la posibilidad de la existencia de un lacus situado por encima de la desembocadura del río Guadalquivir que se situaba en Coria del Río, abriéndose en dos brazos que irían a parar al mar. El lacus llegaría a su máxima expresión marítima en el Máximo Transgresivo Flandriense (ca. 6000 AP).

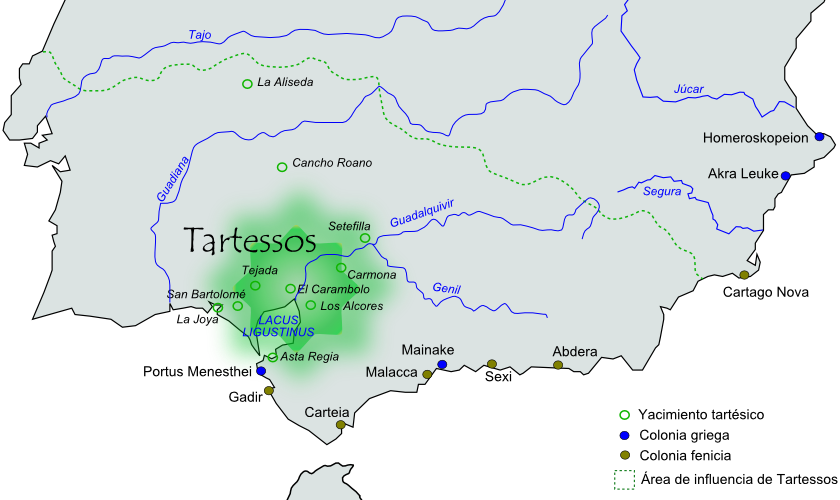
Mapa del área aproximada de influencia de la civilización de Tartessos, donde puede apreciarse el Lacus Ligustinus.

Esteban de Bizancio (s. VI d. C.) habla de una ciudad, Ligistina, ciudad de los ligios, en la Iberia occidental, cerca de Tartessos. Sin embargo, esta aplicación del topónimo Ligustinus no es más que un nombre dado por el propio Avieno, con lo que las poblaciones indígenas no lo conocerían por dicho nombre ni quiere decir que existieran ligures en el suroeste peninsular. 
Otro autor, Pomponio Mela (s. I d. C.) nacido en Tingentera (la actual Algeciras), escribió en los años 43-44 a. C.:

El Baetis, que surge de la región Tarraconensis, atraviesa durante largo trecho casi por la mitad de la Baetica, fluyendo desde que nace por un solo lecho, mas a poca distancia del mar, forma un gran lago, del que sale, como de una fuente, dividido en dos brazos, cada uno de los cuales es tan considerable como antes de su división.
Pomponius Mela, De Chorographia III, 4.

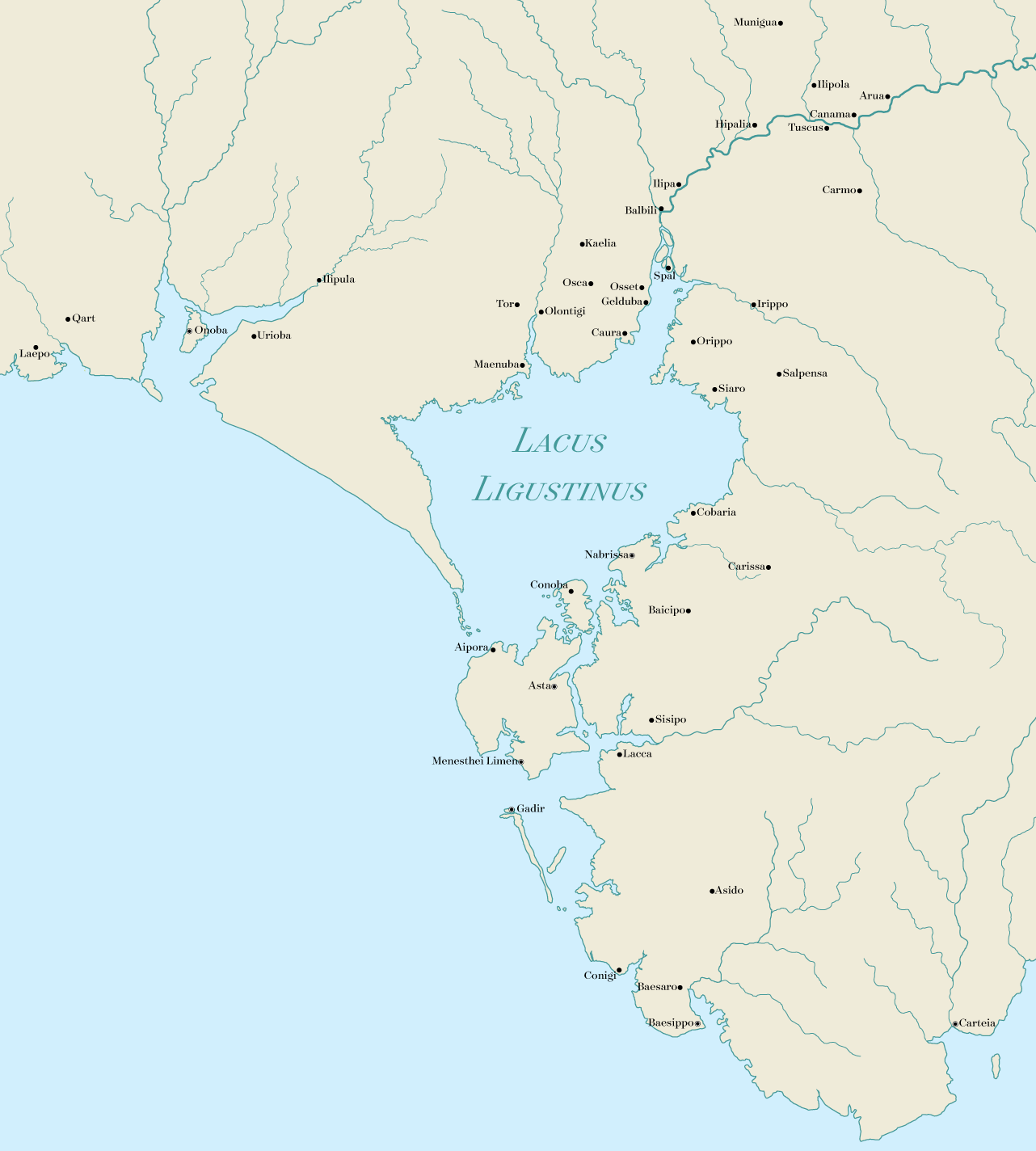
Lacus Ligustinus sobre el año 600 a. C.

El lacus tuvo una notable influencia a la hora de establecer núcleos poblacionales en época romana, debido a la fertilidad de la franja que va del sureste al noreste, existiendo un alto grado de ocupación y en la franja del suroeste al noroeste una buena conexión con las comarcas mineras de Aznalcóllar y del Andévalo . Alrededor del lacus encontramos: Cerro del Trigo, Turris Caepionis, Lux Dubia, Aipora/Ebora, Conobaria, Hasta o Asta Regia, Nabrissa, Gelduba, Burdoga, Saudo, Cappa, Carissa, Ugia, Siaro, Salpensa, Callet, Burdoga, Calduba, Iptuci, Lucurgentum, Basilippo, Irippo, Orippo, Spal, en la orilla occidental Caura, Osset, Tema, Italica, Maenuba, Olontigi, Caelia, y ya a mayor distancia Ilipla y Onuba.

## Problemática
Avieno basa sus conocimientos de la geografía en el suroeste peninsular en una serie de fuentes que proceden de diferentes periodos, mezclándolas según su propio criterio. Investigadores como Schulten o Bonsor realizaron una lectura literal de las fuentes, sin crítica alguna, asumiendo la geografía actual e incluyendo la desembocadura actual del Guadalquivir en Sanlúcar de Barrameda como algo inmutable . En Ora maritima se recogen muchos periplos, algunos de épocas muy anteriores al propio Avieno, de ahí la imposibilidad de establecer un paralelismo entre la geografía que describe y la realidad de su época. Autores como Gavala en su obra de 1959 se encuadran dentro de una topografía filológica, con el objetivo de reconstruir paisajes antiguos e identificar las principales señales geográficas, buscando sobre el terreno de Tartessos la hipotética localización de dicha ciudad y del propio lacus.

## Estado actual de la cuestión
El Lacus Ligustinus debió localizarse en la plana de Sevilla, delimitando sus rebordes el Aljarafe y Los Alcores. Se ha realizado una serie de estudios interdisciplinarios .  El primero de ellos fue  el Proyecto Marismas, autorizado por la Dirección General de Bienes Culturales de la Consejería de Cultura y Medio Ambiente de la Junta de Andalucía, y llevado a cabo por la Universidad de Bremen y la Universidad de Sevilla, que ha ofrecido nuevos resultados desde 1992. Se ha estudiado la colmatación del antiguo golfo y se considera la posibilidad de la existencia de un lacus por encima de la desembocadura del Guadalquivir.
Posteriormente el profesor de la Universidad de Huelva Francisco Borja Barrera ha realizado unos estudios geomorfológicos sobre el lacus en los que aborda la evolución paleogeográfica de la vega del Guadalquivir estudiando las secuencias sedimentarias y el registro geoarqueológico de la zona entre Itálica (Santiponce) y Coria del Río incluyendo también el entorno de la ciudad de Sevilla.
La formación de un lacus de agua dulce en tiempos de Tartessos (s. VIII-VI a. C.) era algo bastante improbable, debido a que se trataba de una zona inundada por el mar, aunque en época de Argantonio  un poco antes del ocaso de Tarteso podrían darse las condiciones para una formación lacustre en la planicie sevillana. El lacus de agua salada con islas, marismas y múltiples brazos de agua (planicie deltaica) se formaría por encima de la desembocadura del Guadalquivir al irse cerrando su boca al mar en un periodo más tardío al periplo en que se basa Avieno. En la época, pues, cuando Avieno visitó la Bética en el siglo IV d. C. se habría producido ya un mayor proceso de colmatación.